# Farm Out
A Farm Out (vagy …farm out!) című album a svéd Rednex együttes 2. stúdióalbuma, mely 2000-ben jelent meg a Jive Records kiadónál. Az album az első és egyetlen, melyben Mia Löfgren énekesnő közreműködik, miután Annika Ljungberg kivált a zenekarból. Löfgren szintén távozott a zenekarból a producerekkel és a zenekarral szembeni nézeteltérések miatt.
Az albumról három kislemez látott napvilágot, úgy mint a The Way I Mate, a The Spirit of the Hawk és a Hold Me for a While című dalok.

## Megjelenések
CD  Jive – 9220592
1. Intro - Fresh Pigs And More 1:00 Producer – Jan Ericson*, Tomas Hegert, Vocals [Additional] – Göran Danielsson, Voice [Additional] – Malin Hegert-Claesson, Sara Sederström-Claesson, Sebastian Hegert-Claesson, Written-By – Jan Ericson*, Tomas Hegert
2. The Spirit of the Hawk (F.A.F. Radio Mix) 3:57 Instruments [All] – David Cameron-Pryde, Mark Compton, Mark Stagg, Lyrics By [Additional] – F.A.F., Producer, Mixed By – F.A.F., Technician [Controls] – Staggman, Vocals [Additional] – Mia Löfgren, Voice [Indian Speech] – Geoff Oldham, Written-By – Axel Breitung
3. The Way I Mate 3:43 Producer, Mixed By – Ranis, Violin [Additional], Fiddle [Additional] – Bo Nilsson, Vocals [Additional] – Göran Danielsson, Jonas Nilsson, Kent Olander, Mia Löfgren, Tomas Hegert*, Urban Landgren, Written-By – P*, Ranis
4. The Devil Went Down To Georgia 3:35 Engineer – Örjan Öban Öberg, Fiddle – Siard De Jong, Guitar – H.J Sperwer, Mixed By – Jacques*, Ranis, Producer – H.J Sperwer*, Ranis, Vocals [Additional] – Göran Danielsson, Written-By – Daniels Charles Edward*, Hayward Charlie Fred*, Edwards Fred Laroy*, Marshall James W.*, Di Gregorio/William Joel*, Crain John Thomas Jr.
5. Hold Me For A While 4:44 Backing Vocals – Ingela Olson, Joakim Sandén, Johanna Nyström, Katri Immonen, Kerstin Ryhed, Executive Producer – Teijo Agélii-Leskelä, Guitar [All] – Anders Hellquist, Producer – Utti Larsson, Vocals [Additional] – Mia Löfgren, Written-By – Teijo Agélii-Leskelä, Ranis Edenberg
6. Boring... 0:28 Vocals [Additional] – Göran Danielsson, Written-By – Öban
7. Where You Gonna Go 3:23 Effects [Nose Sounds] – Willie Billie,Producer, Mixed By – Andreas Rickstrand, Björn Stigsson, Violin [Additional], Effects [Jigsaw] – Johnny Lätt, Vocals [Additional] – Göran Danielsson, Jonas Nilsson, Kent Olander, Mia Löfgren, Tomas Hegert*, Urban Landgren, Written-By – P, Ranis
8. Maggie Moonshine (Extended Version) 4:20 Producer, Mixed By – Tomas Hegert*, Örjan Öban Öberg, Violin [Additional], Fiddle [Additional] – Bo Nilsson, Vocals [Additional] – Göran Danielsson, Jonas Nilsson, Kent Olander, Mia Löfgren, Urban Landgren, Örjan Öban Öberg, Written-By – Tomas Hegert
9. Animal In The Rain 0:11 Producer – Tomas Hegert, Written-By – Tomas Hegert
10. Ranger Jack 4:15 Choir – Jan Ericsson, Ranis, Unknown Artist, Featuring – Öban, Mandolin – Tomas Hegert, Music By – Örjan Öban Öberg, Piano – Unknown Artist, Producer, Mixed By – Ranis, Öban, Vocals [Additional] – Jan Ericsson*, Örjan Öban Öberg, Vocals [Additional], Piano, Acoustic Bass – Ranis, Written-By – Gert Landewall, Göran Larsson, Öban
11. Get The Truck Loaded 3:43 Music By – Örjan Öban Öberg, Producer, Mixed By – Öban, Violin [Additional], Fiddle [Additional] – Bo Nilsson, Vocals [Additional] – Göran Danielsson, Jonas Nilsson, Kent Olander, Mia Löfgren, Urban Landgren, Örjan Öban Öberg, Written-By – Tomas Hegert*, Öban
12. Message From Our Sponsors 0:49 Vocals [Additional] – Göran Danielsson

- 12a	Advertising Tune 0:26 Producer, Guitar – Tomas Hegert, Written-By – Tomas Hegert
- 12b	Cotton Eye Joe 0:08 Producer – Pat Reiniz, Written-By – J. Ericsson*, P. Reiniz*, Öban Öberg

- 12c	Wish You Were Here 0:07 Producer – Denniz Pop, Max Martin, Written-By – L. Teijo
- 12d	Old Pop in an Oak 0:18 Producer – Pat Reiniz, Written-By – Pat Reiniz
- 13 	Is He Alive 3:22Producer, Mixed By – Ranis, Violin [Additional], Fiddle [Additional] – Bo Nilsson, Vocals [Additional] – Göran Danielsson, Jonas Nilsson, Kent Olander, Mia Löfgren, Tomas Hegert, Urban Landgren, Written-By – P, Ranis
- 14	McKenzie Brothers II (Continued...) 3:58 Guitar [All] – Anders Hellquist, Lead Vocals – Nad. Sylvan, Producer – Anders Hellquist, Ranis, Tomas Hegert, Trumpet – Tora Thorslund, Vocals [Additional] – Mia Löfgren, Written-By – Anders Hellquist, Tomas Hegert
- 15	Bottleneck Bob 2000 3:58 Guitar – Anders Hellquist, Producer, Mixed By – Utti Larsson, Öban, Violin [Additional], Fiddle [Additional] – Bo Nilsson, Vocals [Additional] – Göran Danielsson, Voice [Screams] – Lizette Von Panajott*, Stefan Sörin, Written-By – Örjan Öban Öberg